# Univerzita Komenského v Bratislavě
Univerzita Komenského v Bratislavě (slovensky Univerzita Komenského v Bratislave) je nejstarší slovenská univerzita. Vznikla v roce 1919 a měla mimořádný význam pro rozvoj vzdělanosti, vědy a kultury na Slovensku. Poprvé v dějinách měli Slováci svoji vysokou školu, která poskytovala možnost získat nejvyšší vzdělání v mateřském jazyce.
V roce 2013 měla univerzita 13 fakult a studovalo na ní přibližně 27 tisíc studentů.

## Dějiny
Dne 11. července 1919 nabyl účinnosti zákon o založení československé státní univerzity v Bratislavě, který 27. června přijalo Národní shromáždění. Nařízením vlády ze dne 11. listopadu 1919 byla univerzita pojmenována Univerzitou Komenského.
Přednášky se konaly ve slovenském i českém jazyce. Na prvních třech fakultách, které byly otevřeny, působili zprvu převážně čeští profesoři (na lékařské fakultě jedenáct českých profesorů, na právnické a filozofické fakultě vyučovali zpočátku pouze čeští profesoři). Asi polovina českých profesorů se vrátila na svá původní pracoviště ještě před rokem 1938. Ostatní byli vyhnáni po vzniku Slovenské republiky (1939), když se rektorem univerzity stal Vojtech Tuka.
V roce 1940 byla univerzita zrušena a místo ní byla zřízena Slovenská univerzita (Universitas Slovaca istropolitana), v roce 1954 ale došlo k jejímu přejmenování zpět na Univerzitu Komenského.

## Fakulty
- Lékařská fakulta (LF UK) – zřízena 31. července 1919
- Právnická fakulta (PraF UK) – zřízena 1921
- Filozofická fakulta (FiF UK) – zřízena 1921
- Přírodovědecká fakulta (PriF UK) – zřízena 1940
- Pedagogická fakulta (PdF UK) – zřízena 1946 a otevřena 4. ledna 1947
- Farmaceutická fakulta (FaF UK) – zřízena 1952
- Fakulta tělesné výchovy a sportu (FTVŠ UK) – zřízena 1960
- Jesseniova lékařská fakulta v Martině (JLF UK) – zřízena 1969
- Fakulta matematiky, fyziky a informatiky (FMFI UK) – zřízena 1980
- Evangelická bohoslovecká fakulta (EBF UK)
- Římskokatolická cyrilometodějská bohoslovecká fakulta (RKCMBF UK)
- Fakulta managementu (FM UK)
- Fakulta sociálních a ekonomických věd (FSEV UK)